# Luis Raúl Sagol
Luis Raúl Sagol (Avellaneda, Provincia de Buenos Aires, 1 de agosto de 1936) es un político argentino perteneciente a la Unión Cívica Radical quien fue intendente del Partido de  Avellaneda entre 1983 y 1989.

## Biografía
Luis Raúl Sagol nació en Avellaneda.
El 11 de marzo de 1973 fue elegido concejal de Avellaneda, cargo que asumió en mayo de ese año y ocupó hasta el golpe militar de 1976

### Intendente de Avellaneda 1983-1989
En 1983 con la recuperación de la democracia, Sagol fue elegido intendente de Avellaneda, cargo que ocupó hasta que renunció en 1989. Fue elegido con 91.343 votos y reelecto en 1987 con 86.996 votos.

### Precandidato a Vicegobernador de Buenos Aires 1991
En 1991 decide acompañar al intendente de San Isidro,Melchor Posse como precandidato a vicegobernador enfrentando al alfonsinista Juan Carlos Pugliese y al intendente de Bahia Blanca,Juan Carlos Cabiron que se presentaba por el sector de Storani.
|  | 41,89 % |

|  | 34,43 % |

|  | 23,67 % |